# Adraku
Koordinaten: 58° 55′ N, 26° 49′ O
Adraku ist ein Dorf (estnisch küla) in der Landgemeinde Avinurme (Avinurme vald). Es liegt im Kreis Ida-Viru (Ost-Wierland).

## Beschreibung und Geschichte
Das Dorf hat 86 Einwohner (Stand 2010).
Adraku wurde erstmals 1599 urkundlich erwähnt. 1624 gab es in Adraku sieben Bauernhöfe. Die erste Schule wurde 1795 gegründet.
Während des 19. Jahrhunderts war der Ort vor allem für die Herstellung von Bierfässern bekannt.